# Theódór Elmar Bjarnason
Theódór „Teddy“ Elmar Bjarnason (* 4. März 1987 in Reykjavík) ist ein isländischer Fußballnationalspieler. Der linke offensive Mittelfeldspieler wurde erstmals 2007 für die Isländische Fußballnationalmannschaft aufgeboten, hatte aber längere Pausen, in denen er nicht berücksichtigt wurde. Auf Vereinsebene spielte er in Island für KR Reykjavík sowie bei Vereinen in Dänemark, Norwegen, Schottland und Schweden. Von 2017 bis 2020 spielte er in der Türkei, dann eine Saison in Griechenland und seit 2021 wieder in Island.

## Karriere

### Vereine
Theódór bestritt sein erstes Spiel in der Meistermannschaft von KR Reykjavík einen Tag nach seinem 17. Geburtstag zum Saisonauftakt im Supercupfinale am 5. März 2004, das aber mit 0:3 gegen Pokalsieger ÍA Akranes verloren wurde. In der Liga, in der die Meisterschaft nicht verteidigt werden konnte und nur der sechste Platz heraussprang, kam er zu zehn Einsätzen. Zudem bestritt er noch zwei Pokalspiele, schied aber im Viertelfinale aus. Zur Saison 2006/07 wechselte er zu Celtic Glasgow und gab dort sein Debüt am letzten Spieltag der Saison 2006/07 beim 1:2 gegen Hibernian Edinburgh. Beim gewonnenen Pokalfinale sechs Tage später saß er auf der Bank.
2008 wechselte er dann nach Norwegen und spielte für Lyn Oslo in der Tippeligaen. Noch in der laufenden Saison 2009, die der Verein als Letzter abschloss und damit abstieg, war er zum schwedischen Verein IFK Göteborg gewechselt, mit dem er Vizemeister wurde. Als Vizemeister waren sie für die 3. Qualifikationsrunde der UEFA Europa League 2009/10 qualifiziert, scheiterten dort aber an Hapoel Tel Aviv. Auch im folgenden Jahr war in der 3. Qualifikationsrunde der UEFA Europa League 2010/11 Schluss, diesmal gegen AZ Alkmaar. In der Liga lief es ebenfalls nicht gut, sodass es in den beiden Jahren nur zu siebten Plätzen reichte. Im Pokal erreichte er 2009 mit Göteborg das Finale, verlor dies aber mit 0:2 gegen AIK Solna. Und auch das Supercupspiel ging mit 0:1 gegen AIK verloren. Ein Jahr später scheiterten sie im Achtelfinale mit 3:4 nach Verlängerung an Kalmar FF, wobei er das zwischenzeitliche 2:3 erzielte. Mit dem gleichen Ergebnis endete das Halbfinale 2011 zwischen beiden Mannschaften. Kurz danach verließ er Schweden und wechselte zum dänischen Verein Randers FC.
Der Verein war in die Dänische Superliga 2012/13 aufgestiegen und konnte sogar den dritten Platz erreichen, der zur Teilnahme an der 3. Qualifikationsrunde zur UEFA Europa League 2013/14 berechtigte. Zudem schafften sie es ins Pokalfinale, verloren aber gegen Esbjerg fB mit 0:1. In der Europa League verloren sie beide Spiele gegen den russischen Verein Rubin Kasan. Nachdem er in den beiden folgenden Spielzeiten mit Randers Siebter und Vierter geworden war, wechselte er zur Saison 2015/16 zum Aufsteiger Aarhus GF, mit dem er aktuell gegen den Abstieg kämpft.
7
Im Sommer 2017 wechselte Theódór zum türkischen Zweitligisten Elazığspor und war hier bis zum November 2018 aktiv und wurde im Januar 2019 vom Ligarivalen Gazişehir Gaziantep FK verpflichtet. Mit diesem Klub wurde er zum Saisonende Play-off-Sieger und stieg dadurch in die Süper Lig auf. Im Anschluss löste er nach gegenseitigem Einvernehmen seinen Vertrag auf und wechselte zum türkischen Zweitligisten Akhisarspor. Nach zwei Spielzeiten in der Türkei wechselte er zum griechischen Verein PAS Lamia und kehrte im Juni 2021 zu KR zurück.

### Nationalmannschaft
2003 nahm er zunächst mit der U-17 an der nordischen U-17-Meisterschaft und dann an der ersten Qualifikationsrunde der U-17-Fußball-Europameisterschaft 2004 teil, die Island überstand, scheiterte dann aber im März 2004 in der Eliterunde, bei der er nur ein Spiel mitmachte, an England.
2004 scheiterte er dann mit der U-19-Mannschaft in der ersten Qualifikationsrunde der U-19-Fußball-Europameisterschaft 2005. 2005 war das Ergebnis in der ersten Qualifikationsrunde der U-19-Fußball-Europameisterschaft 2006 nicht besser.
2005 spielte er dann noch im letzten Spiel der Qualifikation für die U-21-EM mit, das die Isländer mit 4:1 gegen Schweden gewannen. Für die Isländer hatte das Spiel zwar keine Bedeutung mehr, die Schweden verpassten durch die Niederlage aber die Entscheidungsspiele für den Einzug in die Endrunde. Bei der folgenden Auflage setzten sich die Isländer zunächst in der Vorqualifikation gegen Andorra durch, scheiterten jedoch in der eigentlichen Qualifikation an Italien. Auch bei der darauf folgenden Auflage machte er noch vier von acht Spielen mit. Island erreichte aber nur den vierten Platz in der Qualifikationsgruppe.
Bereits am 2. Juni 2007 feierte er beim 1:1 im EM-Qualifikationsspiel gegen Liechtenstein sein Debüt in der Nationalmannschaft, als er in der 82. Minute eingewechselt wurde. Vier Tage später spielte er dann 90 Minuten beim 0:5 gegen Schweden. Danach folgte eine Pause von fünf Monaten, in der er für fünf Spiele nicht nominiert wurde, weil er für die U-21-Mannschaft spielte. Von den nächsten 14 Spielen machte er die Hälfte mit, doch waren diese immer wieder von Pausen unterbrochen und er spielte zudem nur einmal über 90 Minuten. In dieser Zeit spielte er noch einmal für die U-21. Danach wurde er 20 Monate lang nicht berücksichtigt, obwohl er für seine Vereine regelmäßig spielte. Am 12. Oktober 2010 wurde er dann im ersten Spiel der Isländer gegen Portugal wieder einmal eingewechselt, wurde dann aber 39 Monate lang nicht nominiert. Erst im Januar 2014, nach Abschluss der Qualifikation für die Fußball-Weltmeisterschaft 2014, wurde er dann wieder eingesetzt und spielte nun zumeist über die volle Spielzeit. Von Anfang 2015 bis zum Abschluss der Qualifikation für die EM 2016, in der sich die Isländer erstmals für die EM-Endrunde qualifizierten, saß er aber nur auf der Bank. Erst danach kam er wieder zum Einsatz, allerdings nur einmal über 90 Minuten, ansonsten als Ein- oder Auswechselspieler.
Am 12. Mai 2016 wurde er von Trainer Lars Lagerbäck in den Kader für die EM 2016 berufen. Im Turnier kam er dreimal als Einwechselspieler zum Einsatz: gegen Portugal und Österreich in der Gruppenphase und gegen England im Achtelfinale. Gegen Österreich gab er die Vorlage zum 2:1-Siegtreffer. Island schied bei seinem ersten EM-Auftritt im Viertelfinale gegen Gastgeber Frankreich aus.
In der nach der EM begonnenen Qualifikation für die WM 2018 wurde er in drei Gruppenspielen eingesetzt. Als Gruppensieger qualifizierten sich die Isländer erstmals für die WM-Endrunde. Für die WM wurde er aber nicht nominiert. In der UEFA Nations League 2018/19 wurde er im ersten Spiel bei der 0:6-Niederlage gegen die Schweiz eingesetzt, danach aber noch nicht wieder.

## Erfolge
Mit Celtic Glasgow
- Schottischer Pokalsieger 2007 (ohne Einsatz)

Mit Gazişehir Gaziantep FK
- Play-off-Sieger der TFF 1. Lig und Aufstieg in die Süper Lig: 2018/19